# Lothaire Bluteau
Lothaire Bluteau (ur. 14 kwietnia 1957 w Montréalu, w Quebec) – kanadyjski aktor i reżyser filmowy, teatralny i telewizyjny.

## Kariera
Ukończył Conservatory of Dramatic Arts w Montrealu. Zaczął pojawiać się w kanadyjskich filmach na początku lat 80. Brał udział w różnorodnych projektach dla kina, telewizji i teatru.
Po swojej debiutanckiej kinowej roli Disc jockeya w filmie Po prostu gra (Rien qu'un jeu, 1983), pojawił się w jednym z odcinków amerykańskiego serialu NBC Policjanci z Miami (Miami Vice, 1984). Stał się znany ze współczesnej filmowej wersji Ewangelii Marka, w której postaci Chrystusa odpowiada artysta – awangardowy reżyser teatralny – Daniel Coloumbe w nominowanym do Oscara dramacie Jezus z Montrealu (Jésus de Montréal, 1989), która przyniosła mu przyznaną w Ontario nagrodę Genie.
W 1991 zadebiutował na londyńskiej scenie w przedstawieniu Being at Home with Claude. Występował potem w Quat'Sous Theater w Montrealu.
Został doceniony za umiejętność wiernego, choć oszczędnego oddawania emocjonalnych stanów swoich bohaterów. Jego rola jezuity ojca Laforgue na misji wśród Indian z plemienia Algonquinów w przygodowym filmie Czarna suknia (Black Robe, 1991) była nominowana do nagrody podczas Australijskiego Festiwalu Filmowego. W filmie psychologicznym Krzysztofa Zanussiego Dotknięcie ręki (1992) wcielił się w rolę studenta muzykologii z Krakowa, obdarzonego zdolnościami psychoterapeutycznymi. Za postać homoseksualisty Horsta w dramacie wojennym Piętno (Bent, 1997), z udziałem Clive'a Owena, Jude Law i Micka Jaggera, zdobył nagrodę na Festiwalu Filmowym w Gijón.
W dramacie Agnieszki Holland Julia wraca do domu (2002) zagrał rosyjskiego uzdrowiciela. Występuje również gościnnie w popularnych hollywoodzkich produkcjach kinowych; choćby w filmie akcji Śmiertelna gorączka (Dead Heat, 2002) u boku Kiefera Sutherlanda i Anthony'ego LaPaglii, czy telewizyjnych, m.in. w serialu 24 godziny (24, 2004) z Kieferem Sutherlandem w roli głównej.

## Wybrana filmografia

### Filmy
- 1989: Jezus z Montrealu (Jésus de Montréal) jako Daniel
- 1991: Czarna suknia (Black Robe) jako ojciec Laforgue
- 1992: Pani Harris jedzie do Paryża (Mrs. 'Arris Goes to Paris, CBS) jako Andre
- 1992: Dotknięcie ręki (The Silent Touch) jako Stefan Bugajski
- 1992: Orlando jako Khan
- 1995: Konfesjonał (Le Confessionnal) jako Pierre Lamontagne
- 1996: Angielski pacjent (The English Patient)
- 1996: Zastrzeliłem Andy'ego Warhola (I Shot Andy Warhol) jako Maurice Girodias
- 1997: Piętno (Bent) jako Horst
- 1998: Strzał w serce (Shot Through the Heart) jako Zijah
- 1999: Zabłąkane dusze (Dead Aviators, TV) jako pilot Charles Nungesser
- 2000: Urbania jako Bill
- 2002: Julia wraca do domu (Julie Walking Home) jako Aleksie
- 2003: Przełom (On Thin Ice, TV) jako Will

### Seriale TV
- 1986: Policjanci z Miami (Miami Vice) jako Philippe Sagot
- 1997: Nostromo jako Martin Decoud
- 1999: Prawo i porządek: sekcja specjalna jako profesor James Henri Rousseau
- 2004: 24 godziny (24) jako Marcus Alvers
- 2001: Prawo i porządek: Zbrodniczy zamiar (Law & Order: Criminal Intent) jako Rick Zainer
- 2003: Prawo i porządek: sekcja specjalna jako Erich Tassig
- 2006: Prawo i bezprawie (Law & Order: Trial by Jury) jako Andres Voychek
- 2009: Jednostka jako Jules Messier
- 2007–2010: Dynastia Tudorów (The Tudors) jako Charles de Marignac
- 2012: Agenci NCIS: Los Angeles jako Adrien Montalban
- 2014: Republika Doyle’ów jako André Besson
- 2014: Prawo i porządek: sekcja specjalna jako Anton Nadari
- 2015: Wikingowie (Vikings) jako Karol II Łysy
- 2016: Zabójcze umysły: poza granicami jako komisarz Pierre Clement